# Elsie Janis

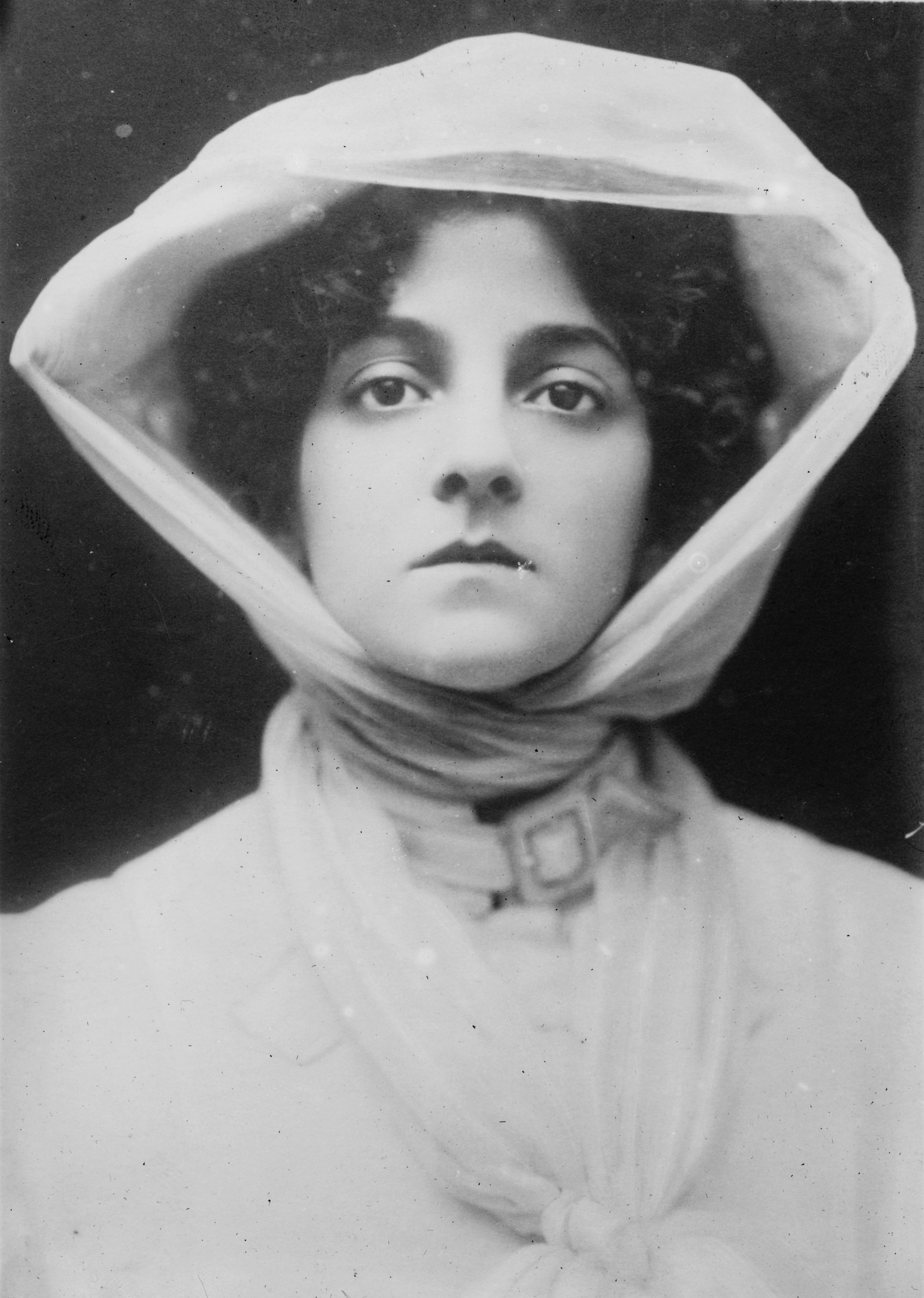
Elsie Janis

Elsie Janis (* 16. März 1889 in Marion County, Ohio; † 26. Februar 1956 in Beverly Hills, Kalifornien) war eine amerikanische Sängerin, Liederdichterin, Schauspielerin und Bühnenautorin. Ihre Leistung als Truppenbetreuerin während des Ersten Weltkrieges machte sie als „Liebling der AEF“ (American Expeditionary Forces) unsterblich.

## Leben und Wirken
Sie kam als Elsie Bierbauer (auch: Beerbower) in Marion County, Ohio, in der Familie von John Eleazar Bierbauer und seiner Frau Jane Elizabeth, einer geborenen Cockrell, auf die Welt. Von ihrer ehrgeizigen Mutter bereits als Zweijährige auf die Bühne geholt, trat sie mit elf Jahren als „Little Elsie“ erfolgreich in Varietés auf. Herangewachsen begann sie unter dem Künstlernamen Elsie Janis ihre Showtalente zu vervollkommnen. Unter dem Beifall der Kritiker in England und Amerika machte sie Schlagzeilen in London und am Broadway. Hier trat sie in einer Reihe erfolgreicher „shows“ auf, darunter The Vanderbilt Cup (1906), The Hoyden (1907), The Slim Princess (1911) und The Century Girl (1916). Elsie war auch bei der großen Eröffnungsgala des Brown Theatre in Louisville, Kentucky am 5. Oktober 1925 dabei.
Eine ebenso erfolgreiche Karriere hatte sie als Drehbuchschreiberin für Hollywood und als Komponistin. Von ihr stammt das Originaldrehbuch zu Close Harmony (1929); auch war sie Komponistin und Produktionsleiterin bei dem Revue-Tonfilm Paramount on Parade (1930), der auch in einer französischen und in einer rumänischen Version hergestellt wurde. Zusammen mit dem Regisseur Edmund Goulding schrieb sie das Lied Love, Your Magic Spell Is Everywhere für Gloria Swanson, die es in dem „part talkie“ The Trespasser (1929) vortrug. Janis's Lied Oh, Give Me Time for Tenderness wurde in dem Bette-Davis-Film Dark Victory (1939) gesungen, bei dem ebenfalls Goulding Regie führte.
Im Ersten Weltkrieg trat sie unermüdlich für die Interessen der britischen und amerikanischen Soldaten ein, indem sie Geld für Kriegsanleihen sammelte. Sie trat aber auch in Frontnähe bei der Truppenbetreuung auf, womit sie einer der ersten Stars des amerikanischen „show biz“ war, der das in einem auf fremdem Boden geführten Kriege tat. Knapp zehn Tage nach dem Waffenstillstand ging sie ins HMV-Studio, um dort mehrere Musiknummern aus ihrer Revue Hallo Amerika in den Trichter zu singen, darunter das Lied Give Me the Moonlight, Give Me the Girl. Sie schrieb über ihre Kriegserlebnisse in ihrem 1919 veröffentlichten Buch The Big Show: My Six Months with the American Expeditionary Forces und drehte 1926 darüber einen „Vitaphone“-Kurztonfilm mit dem Titel Behind the Lines.
Ein Musical über diese Zeit mit dem Titel Elsie Janis and the Boys schrieb erst kürzlich Carol J. Crittenden. John T. Prestianni komponierte die Musik dazu. Es wurde am 15. August 2014 im Wortley-Peabody Theater in Dallas, Texas uraufgeführt.
Ihr privates Heim hatte Janis auf der Ostseite der High Street in Columbus, Ohio, gegenüber dem Vorläufer des Ohio-Stadions, dem Ohio Field der Ohio State University. Nach dem Tod ihrer Mutter verkaufte sie das Haus.
1932 heiratete sie den sechzehn Jahre jüngeren Gilbert Wilson, mit dem sie im Stadtteil Phillips Manor von Sleepy Hollow, New York lebte, der früher North Tarrytown hieß. Später zog sie in die Gegend von Los Angeles, Kalifornien um, wo sie bis zu ihrem Tode lebte. Ihr letzter Film war Women in War, gedreht 1940 mit Wendy Barrie und Peter Cushing.
Janis starb mit 66 Jahren in ihrem Haus in Beverly Hills. Sie wurde auf dem Forest Lawn Memorial Park-Friedhof in Glendale, Kalifornien bestattet. Für ihre Leistungen für die Filmindustrie bekam sie einen Stern auf dem Hollywood Walk of Fame am 6776 Hollywood Boulevard.

## Filmografie (Auswahl)
Darstellerin in Stummfilmen von 1915 bis 1925:
- 1915: The Caprices Of Kitty [Rolle: Katherine „Kitty“ Bradley]
- 1915: Betty in Search of a Thrill
- 1915: Nearly a Lady [Rolle:  Frederica Calhoun]
- 1919: The Imp [Rolle: Jane Morgan]
- 1919: A Regular Girl [Rolle: Elizabeth Schuyler]
- 1925: Bobbed Hair

Tonfilme:
- 1926: Behind the Lines [Gesang: Lieder „When Yankee Doodle Learns to Parlez Vous Français“, „Quand Madelon“, „In the Army“, „Good-Bye-ee“]
- 1929: Close Harmony (Drehbuch)
- 1929: The Trespasser (Titelschlager „Love, Your Magic Spell is Everywhere“ mit E.Goulding)
- 1930: Slightly Scarlet (Liedtext „You Still Belong To Me“)
- 1930: Paramount-Parade (Paramount on Parade) [Produktionsleitung; Lieder „Anytime's The Time To Fall In Love“, „I'm True To The Navy Now“ (mit Jack King), „Paramount on Parade“, „What Did Cleopatra Say“]
- 1930: Madam Satan (Musik, Liedtexte zu „Auction Number“ (1930), „All I Know Is You're in My Arms“, „Low Down“)
- 1931: The Squaw Man (Drehbuch)
- 1937: The Sheik Steps Out (Liedtext „Song of the Sands“)
- 1939: Opfer einer großen Liebe (Dark Victory) (Lied „Oh, Give Me Time for Tenderness“)
- 1940: Women in War [Rolle: Matron O’Neil, vormals Mrs. Starr]
- 1946: Paramount News Issue No. 37 (Dokumentar-Kurzfilm; Musik)